# Наводнение в Загребе (1964)

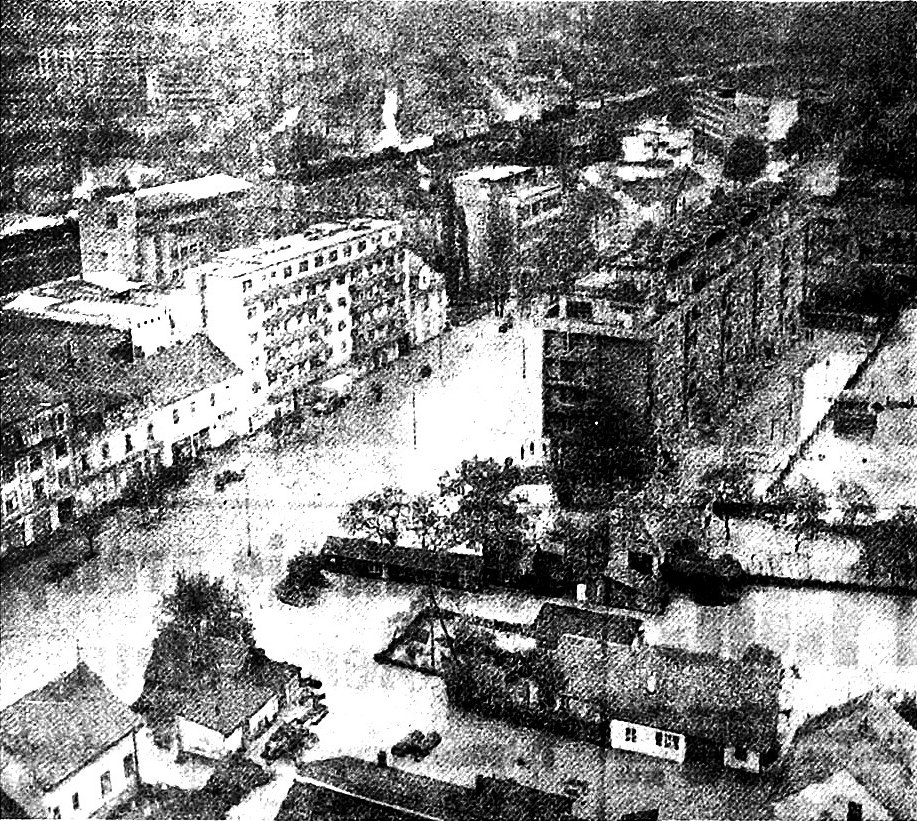
Савская дорога во время наводнения

Наводнение в Загребе в 1964 году (хорв. Poplava u Zagrebu 1964. godine) — крупнейшее стихийное бедствие за всю историю Загреба. Вызвана разливом реки Сава, которая, выйдя из берегов, затопила треть города, жители которого не были предупреждены или вовремя оповещены о стремительном росте уровня воды в Саве. Больше всего пострадали городские районы Трешневка, Трне, Пещеница и Новый Загреб.

## История
Из-за продолжительных дождей в верхнем течении реки Савы произошло повышение уровня воды, который начал стремительно расти с воскресенья 25 октября 1964 года, достигнув своего пика в ночь на 26 октября 1964 года. На утро Сава прорвала дамбу и хлынула в город. В старой части Загреба забил тревогу колокол, тогда как в остальном городе не объявили никакой тревоги. По радио и на телевидении также сообщили об этом с опозданием.
В 8 часов утра уровень воды достиг отметки 514 см. Взбудораженная река залила треть Загреба, а вода охватила свыше 6000 га собственно городской территории, где проживало 183 тыс. человек. Вся южная часть хорватской столицы протяженностью 14 км и шириной от 1 до 4 км была покрыта водой, что составило 49 км2 территории города. Потоп забрал 17 жизней, 65 человек травмировал, оставил без жилья 40 тыс. чел., полностью разрушил 10 тыс. квартир, 3297 хозяйственных построек, 61 трансформаторную подстанцию, повредил 120 предприятий, 2 километра шоссейных дорог, испортил 65 процентов строительного материала со склада и нанёс ущерб ряду других материальных и культурных ценностей. По оценкам, общие убытки составили свыше 100 млн. долларов США или 100 млрд югославских динаров, то есть 8,19 % национального дохода СР Хорватия. Около 13 000 школьников и студентов остались без учебных помещений. Было затоплено около 350 км дорог.
Газета Vjesnik за 1964 год писала: «В воскресенье, 25 октября 1964 г., Сава в течение дня резко поднялась. Городской штаб защиты от стихийных бедствий извещал о растущей опасности. Встревожились и в „Вестнике“, ведь предприятие размещалось на главных направлениях прорыва воды. Началось вечером. Сава разлилась. Были попытки защититься сооружёнными наспех барьерами. Из подвала вытащили рулоны бумаги и спасали то, что могли. Но всё было напрасно. Вода с ужасающей силой двигалась с Одранской и от автострады. Она также начала вырываться и из-под земли. В свою очередь вода прорывалась и из водоотводных каналов. Она поднялась и очень быстро затопила все склады и нижнюю часть оборудования. Вместе с тем водоворот охватил всё здание. Уровень воды поднялся до 1,20 метра. Постройки и сооружения были окружены водой, а подвалы и первый этаж затоплены. Буйный поток уносил всё. За полчаса до того, как появилась вода, на всей территории отключили электрику…»
Помощь Загребу приходила из разных частей мира. Наибольшую помощь в преодолении последствий наводнения предоставила Югославская народная армия. На помощь также пришли воздушные силы. Вертодром находился напротив мэрии Загреба, где размещался штаб защиты города от наводнения и командный пункт борьбы с наводнением. Главными средствами передвижения тогда были плоты и лодки, а в затопленных районах с менее высоким уровнем воды — и велосипеды.

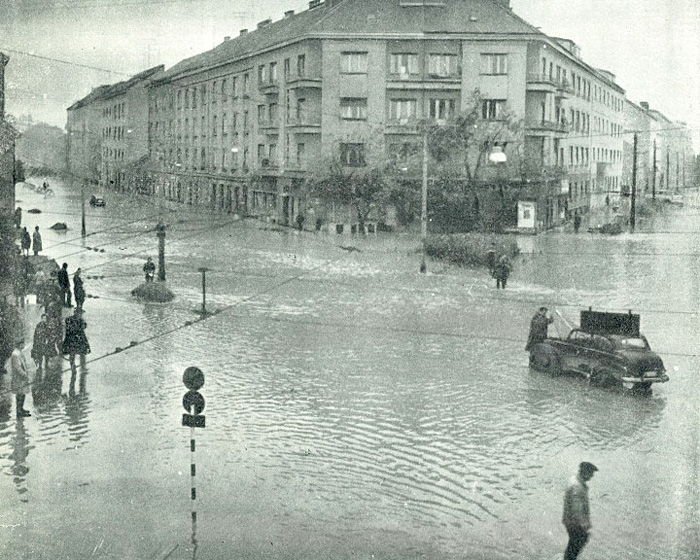
Вода на улицах Тратинска и Краньчевичева в Трешневке

Это наводнение было величайшим стихийным бедствием, которое когда-либо обрушилось на Загреб. После наводнения было решено построить систему защиты от паводков в Средней Посавине, в её границах находятся города Загреб, Карловац и Сисак, путём сооружения защитных дамб, противопаводковых дамб и водосбросных каналов.
Хорватский кинорежиссёр и сценарист Богдан Жижич снял документальный фильм «Наводнение» (хорв. Poplava).
Несмотря на то, что водная стихия прошла через очень густонаселенные районы большого города, это не вызвало серьёзной паники среди населения, и, несмотря на её силу, человеческих жертв было не так много. Жители организованно подошли к преодолению последствий чрезвычайной ситуации и спасли всё, что можно было спасти, а после ухода воды не опустили руки, а с достойным удивления рвением поставили пострадавший город на ноги.
Моменты наводнения зафиксировали на плёнке видные хорватские фотомастера Звонимир Грчман, Ерко Билач, Алойз Боршич, Иван Гргич, Владко Лозич, Иван Медар, Драго Рендулич, Шиме Радовчич и Йосип Вранич..